# Akanda FC
Akanda Football Club w skrócie Akanda FC – gaboński klub piłkarski, grający w pierwszej lidze gabońskiej, mający siedzibę  w mieście Libreville.

## Występy w afrykańskich pucharach
| Sezon | Rozgrywki           | Runda   | Kraj                          | Klub                    | Dom | Wyjazd | Dwumecz |
| ----- | ------------------- | ------- | ----------------------------- | ----------------------- | --- | ------ | ------- |
| 2017  | Puchar Konfederacji | wstępna | Demokratyczna Republika Konga | FC Renaissance du Congo | 0–1 | 0–0    | 0–1     |

## Stadion
Domowe mecze klub rozgrywa na stadionie o nazwie Stade Augustin Monédan de Sibang w Libreville. Stadion może pomieścić 7000 widzów.

## Reprezentanci kraju grający w klubie
Stan na maj 2023.
| - Georges Ambourouet - Alpha Angué Mezui - Catilina Aubameyang - Willy Aubameyang - Dimitri Bibang Bi Mboui - Ulrich Boucka - Moïse Brou Apanga - Daniel Cousin - Fabrice Do Marcolino - Wilfried Ebane - Dimitri Édou Nzué - Yann José Gnassa - Primaël Maissa - Axel Méyé - Rodrigue Moundounga - Claude Mvé Mintsa | - Martin Ndong - Geoffroy Ngamé Essono - Erwin Nguéma - Jean-René Nze Mba - Franck Obambou - Lionel Obame - Romaric Rogombé - Bruno Mbanangoyé Zita - Moustapha Kouyaté - Eric Kwekeu - Bill Tchato - Pierre Womé - Romaric Lignanzi - Sidy N'Diaye - Kwami Eninful - Vincent Tchalla |